# Pseudoetrema crassicingulata
Pseudoetrema crassicingulata é uma espécie de gastrópode do gênero Pseudoetrema, pertencente a família Clathurellidae.